# لوثر غروسفينور
لوثر غروسفينور (بالإنجليزية: Luther Grosvenor)‏ هو عازف قيثارة بريطاني، ولد في 23 ديسمبر 1946 في Evesham ‏ في المملكة المتحدة.

## وصلات خارجية
- لوثر غروسفينور على موقع ميوزك برينز (الإنجليزية)
- لوثر غروسفينور على موقع ميوزك برينز (الإنجليزية)
- لوثر غروسفينور على موقع قاعدة بيانات برودواي على الإنترنت (الإنجليزية)
- لوثر غروسفينور على موقع أول ميوزيك (الإنجليزية)
- لوثر غروسفينور على موقع ديسكوغز (الإنجليزية)
- لوثر غروسفينور على موقع ديسكوغز (الإنجليزية)